# إنترلوكين 3
إنترلوكين 3 (IL-3) هو بروتين موجود في الإنسان ومشفر بالمورثة IL3.
إنترلوكين 3 هو أحد السيتوكينات المصنفة ضمن مجموعة الإنترلوكين والتي تؤدي دورا مهما في الجهاز المناعي.

## التفاعلات
أظهر إنترلوكين 3 تفاعلات مع مستقبل إنترلوكين 3 ألفا.